# Arnold André
Die Arnold André GmbH ist ein deutscher Hersteller von Zigarren und Zigarillos mit Sitz im nordrhein-westfälischen Bünde.

## Geschichte
Das Unternehmen wurde 1817 in Osnabrück gegründet und ist heute Deutschlands größter Zigarrenhersteller. Seit 1851 ist der Zigarrenproduzent in Bünde ansässig. 1905 wurde der noch heute gültige Stammsitz in Bünde bezogen. 1958 erfolgte die Errichtung einer neuen Fabrikationsanlage in Osterholz-Scharmbeck (Produktion dort bis 1992) und 1962 die Inbetriebnahme eines weiteren Produktionswerkes in Königslutter am Elm. In den 1950er und 1960er Jahren war Arnold André mit über 6000 Mitarbeitern der größte Arbeitgeber in Bünde. Mit Marken wie Handelsgold und Clubmaster, einem Zigarillo aus den 1970er Jahren, wurde Arnold André bekannt. Die Marke Tropenschatz zählt noch heute zur meistverkauften Zigarre Deutschlands.
1956 wurde in Herford an der Hansastraße das Verwaltungsgebäude der ersten Herforder Zigarrenfabrik, gegründet 1842 von Wilhelm Böckelmann, übernommen. Hier wurden bis in die 1980er Jahre Pfeifentabak und Zigarrenkisten produziert. 1970 erfolgte die Übernahme der Bünder Zigarrenfabrik ELBACO, L. Bastert & Co., und ein Jahr später übernahm ELBACO die oberfränkische Firma C. F. G. Schmidt KG. Die Übernahme der Firma Friedrich Garves KG kam 1980 und ab 1988 begann die Kooperation mit dem niederländischen Zigarrenhersteller Elisabeth Bas (heute: EBAS Group) nach Übertragung von 25 % der Anteile von Arnold André. EBAS in Valkenswaard ist Teil des Swedish-Match-Konzerns, der bis 2017 40 % der Anteile an Arnold André hielt. 2006 wurde die französische Vertriebsgesellschaft Arnold André S.A.R.L. in Lambesc gegründet. Seit 2008 übernahm das Unternehmen den Deutschland-Vertrieb für die Pfeifentabakmarke Mac Baren. 2011 folgte die Gründung der zweiten Europaniederlassung, der Arnold André Unipessoal L.D.A. in Montijo in Portugals Hauptstadt Lissabon, sowie die Errichtung des Bobinierbetriebes Arnold André Dominicana S.R.L in Santiago de los Caballeros in der Dominikanischen Republik. Seit 2015 werden dort Longfiller-Zigarren in Handrollung produziert. Durch Rückkauf der Minderheitsbeteiligung von Swedish Match im Oktober 2017 befindet sich das Unternehmen wieder zu 100 % im Familienbesitz.

## Produktmarken (Auswahl)

### Zigarren
Eigenmarken
Carlos André, Buena Vista, Montosa, Parcero, Clubmaster, Handelsgold, Independence, WTF! Shisharillo, Tropenschatz, Vasco da Gama, CHAZZ
Vertriebsmarken
La Aurora, León Jimenes, Brick House, El Baton, Toscano, Joya de Nicaragua